# Omo Ghetto: The Saga
Omo Ghetto: The Saga, también conocida como Omo Ghetto 2 es una película de comedia y gánsteres nigeriana de 2020 codirigida por Funke Akindele y JJC Skillz. Está protagonizada por Funke Akindele, Chioma Akpota, Nancy Isime, Eniola Badmus, Bimbo Thomas, Deyemi Okanlawon y Mercy Aigbe. Forma parte de la trilogía de 2010 Omo Ghetto. Se estrenó en cines el 25 de diciembre de 2020 y obtuvo críticas positivas. Se convirtió en un éxito de taquilla y superó a Fate of Alakada como la película nigeriana más taquillera del año. A partir del 26 de enero de 2021, cuando recaudó ₦ 468 millones en taquilla, superó el récord de la película de 2016 The Wedding Party para convertirse en la película más taquillera de la industria cinematográfica nigeriana.

## Elenco
- Funke Akindele como Leftty (Shalewa) y Ayomide
- Nancy Isime
- Eniola Badmus como tetona
- Naira Marley (cameo)
- Chioma Akpotha como Chummy Choko
- Bimbo Thomas como Nikky
- Zubby Michael como Azaman
- Akah Nnani como Mario
- Tina Mba
- Blossom Chukwujekwu
- Chigul como Amaka
- Yemi Alade como Mogambe
- Mercy Aigbe
- Ayo Makun como Dafe
- Alex Ekubo como Obi Wire
- Timini Egbuson
- Deyemi Okanlawon
- Tobi Makinde
- Paschaline Alex Okoli
- Ronya Man
- Esther Kalejaye como Omo Joyoibo
- Slimcase
- Ibrahim Yekini
- Femi Jacobs
- Adebayo Salami como Baba Onibaba
- Shina Peters
- David Jones David
- Martinsfeelz
- Toke Makinwa
- Tega Akpobome (og.tega)

## Producción
La fotografía principal de la película comenzó en febrero de 2020. Fue la primera colaboración entre Funke Akindele y su esposo JJC Skillz como codirectores de la película. Algunas escenas se rodaron en Dubái, Emiratos Árabes Unidos, aunque la producción se vio afectada debido a la pandemia de COVID-19.

## Taquilla
Recaudó más de 189 millones en la semana de apertura y se convirtió en la primera película de Nollywood en recaudar más de ₦ 99 millones en su primer fin de semana, superando el récord anterior establecido por The Wedding Party 2. En su segunda semana, obtuvo más de 132,4 millones y logró mantenerse firmemente en la cima de la taquilla nigeriana.
En su tercera semana, a pesar de ver una caída del 43% con respecto a la semana anterior, recaudó 75,4 millones. Fue tan popular que representó alrededor del 65% de la taquilla en Nigeria. En su cuarta semana obtuvo ₦ 45,9 millones, acumulando 444,5 millones de nairas, colocándola como la segunda película de Nollywood más taquillera de todos los tiempos después de solo cuatro semanas.
Omo Ghetto continuó dominando la taquilla en su quinta semana recaudando ₦ 35,7, llevando así su acumulado a ₦ 480,5 millones y convirtiéndose en la película de Nollywod con mayor recaudación de todos los tiempos a pesar de la pandemia de COVID-19. Además se convirtió en la primera película de Nollywood en permanecer seis semanas consecutivas en la cima de la taquilla, recaudando 31,5 millones adicionales. También se convirtió históricamente en la primera película nigeriana en recaudar 500 millones de nairas.
La película se mantuvo en la cima de la taquilla en su séptima semana, recaudando 27,3 millones.